# Gara Motru Est
Gara Motru Est este o gară care deservește municipiul Motru, județul Gorj, România.